# 디프레션 글라스

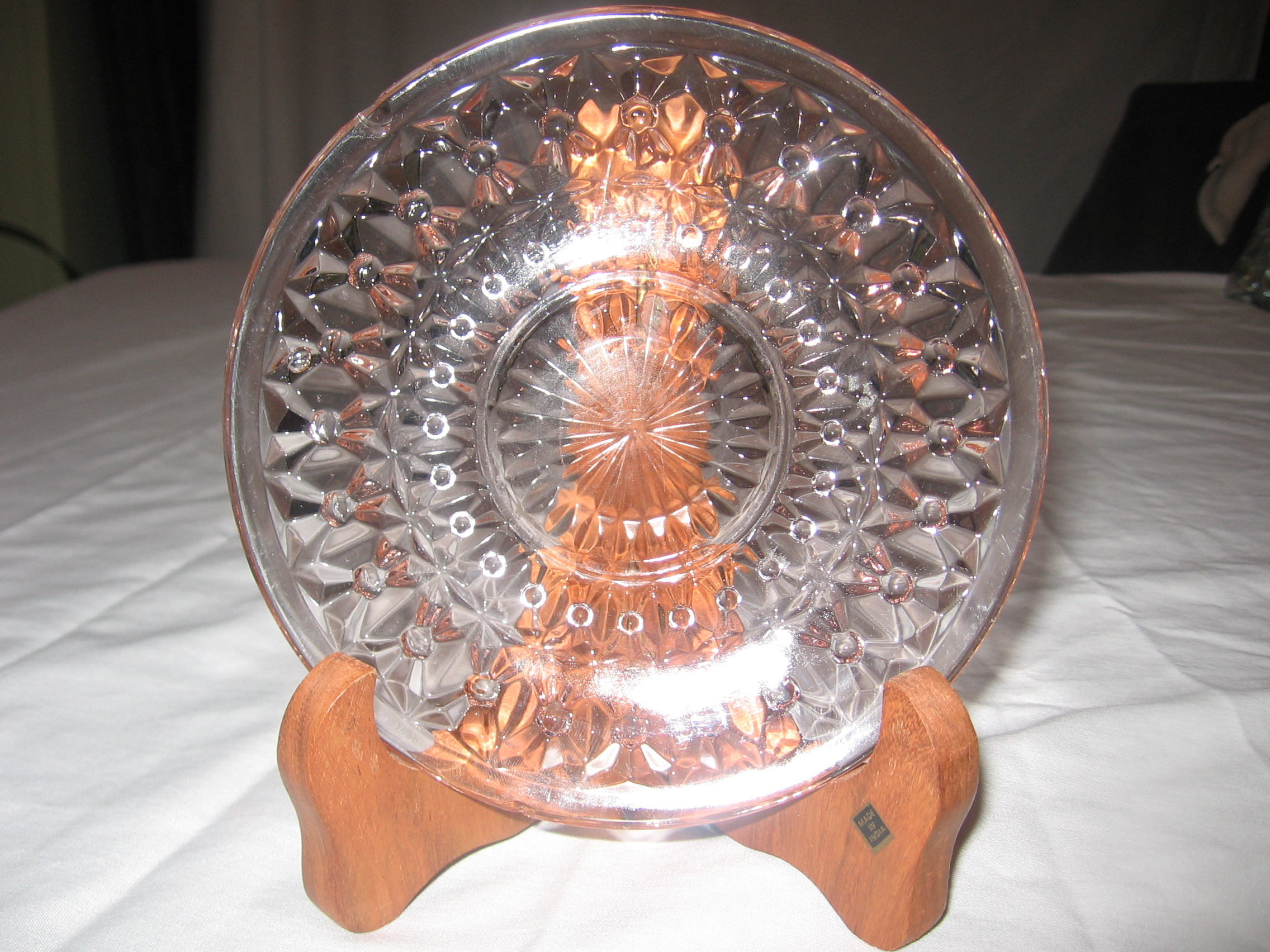
디프레션 글라스

디프레션 글라스(Depression glass)는 1920-40년대 미국에서 생산된 염가의 유리 그릇이다. 주로 판촉용으로 사용되었다.